# Leucohya heteropoda
Espèce
Leucohya heteropoda est une espèce de pseudoscorpions de la famille des Bochicidae.

## Distribution
Cette espèce est endémique du Nuevo León au Mexique. Elle se rencontre à Bustamante dans les grottes Grutas del Palmito.

## Publication originale
- Chamberlin, 1946 : The genera and species of the Hyidae, a family of the arachnid order Chelonethida. Bulletin of the University of Utah, Biological Series, vol. 9, no 6, p. 1-16.